# Kickxia cirrhosa
Kickxia cirrhosa är en grobladsväxtart som först beskrevs av Carl von Linné, och fick sitt nu gällande namn av Karl Fritsch. Enligt Catalogue of Life ingår Kickxia cirrhosa i släktet spjutsporrar och familjen grobladsväxter, men enligt Dyntaxa är tillhörigheten istället släktet spjutsporrar och familjen grobladsväxter. Arten har ej påträffats i Sverige. Inga underarter finns listade i Catalogue of Life.

## Bildgalleri

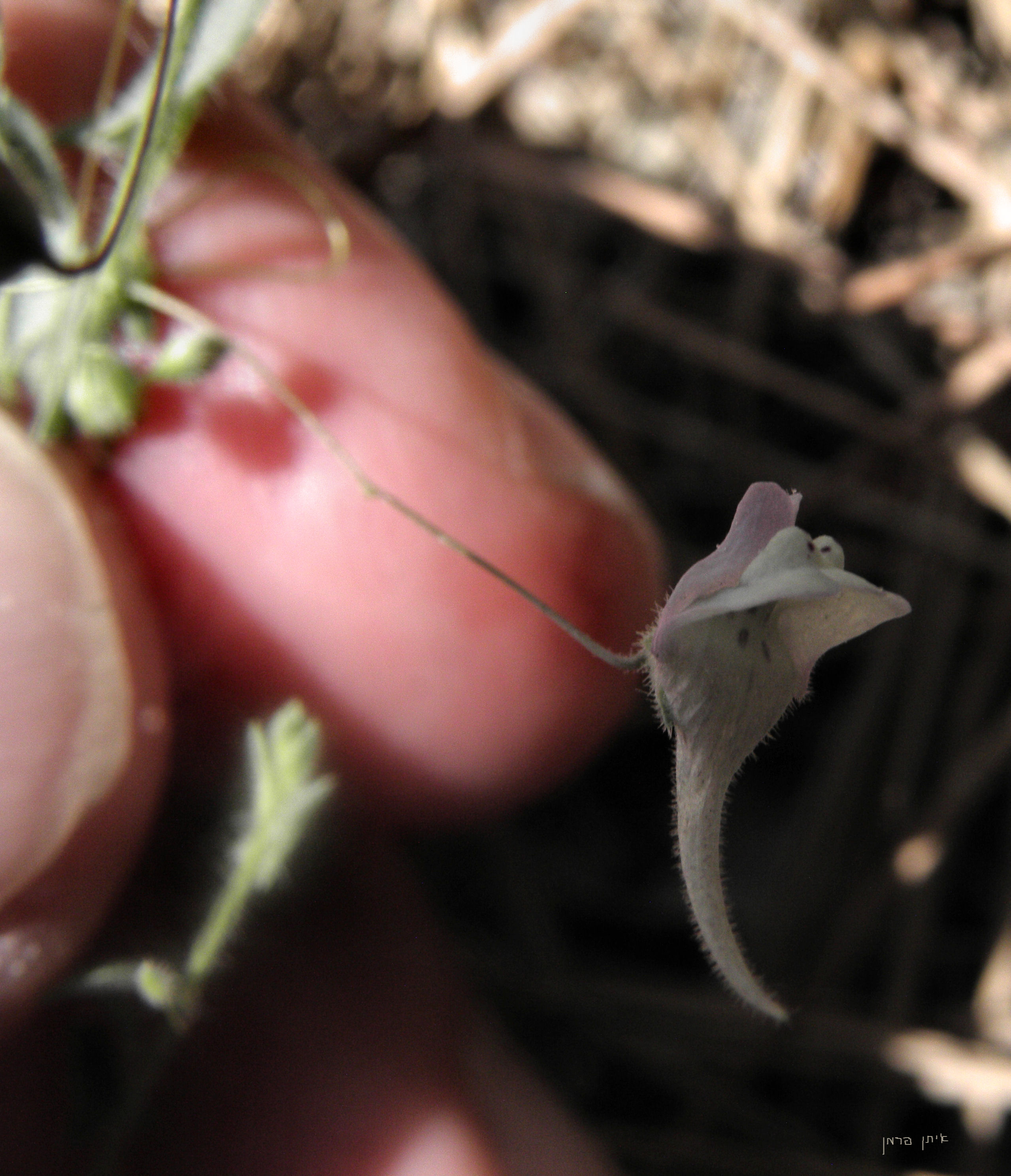
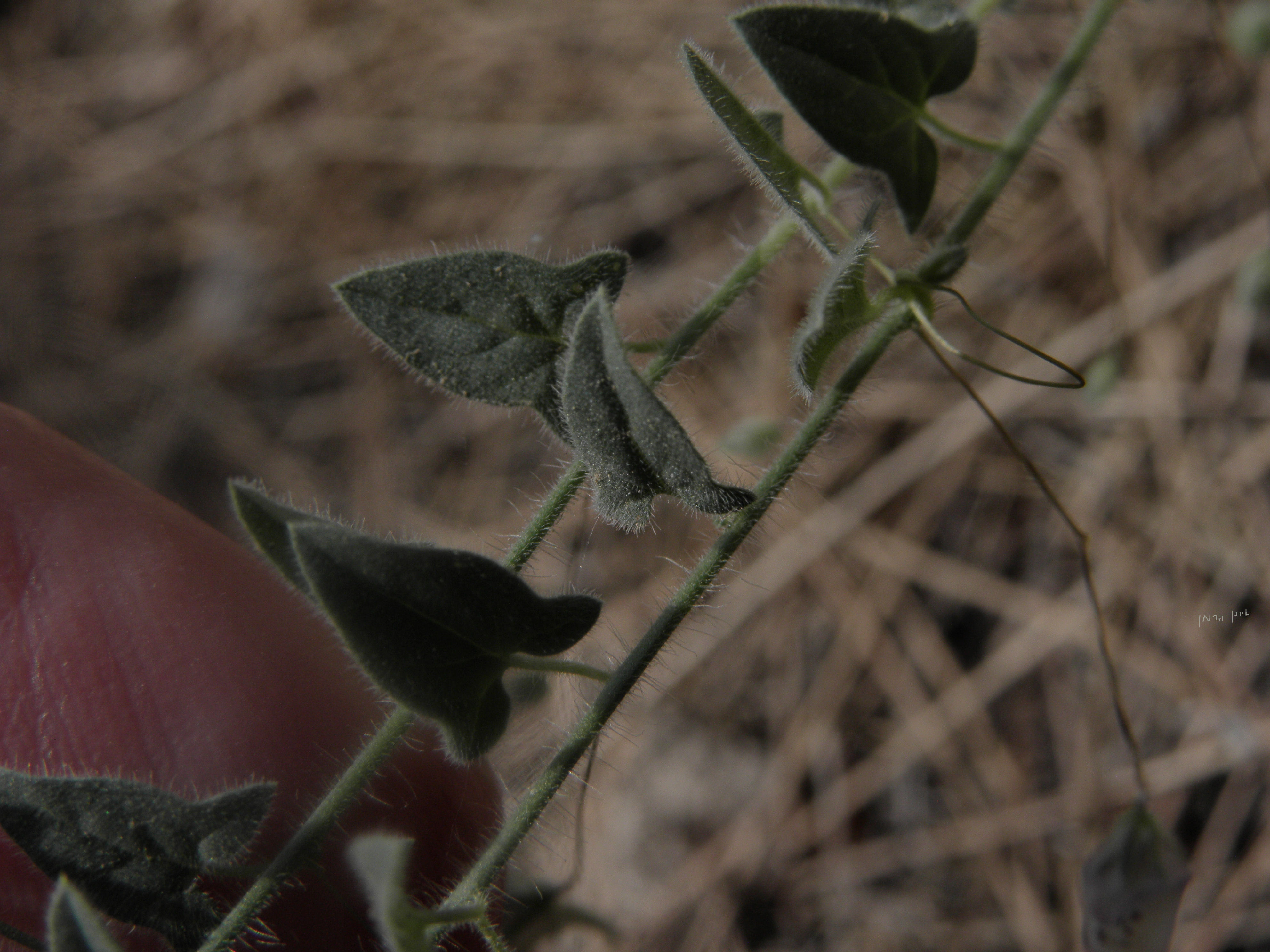
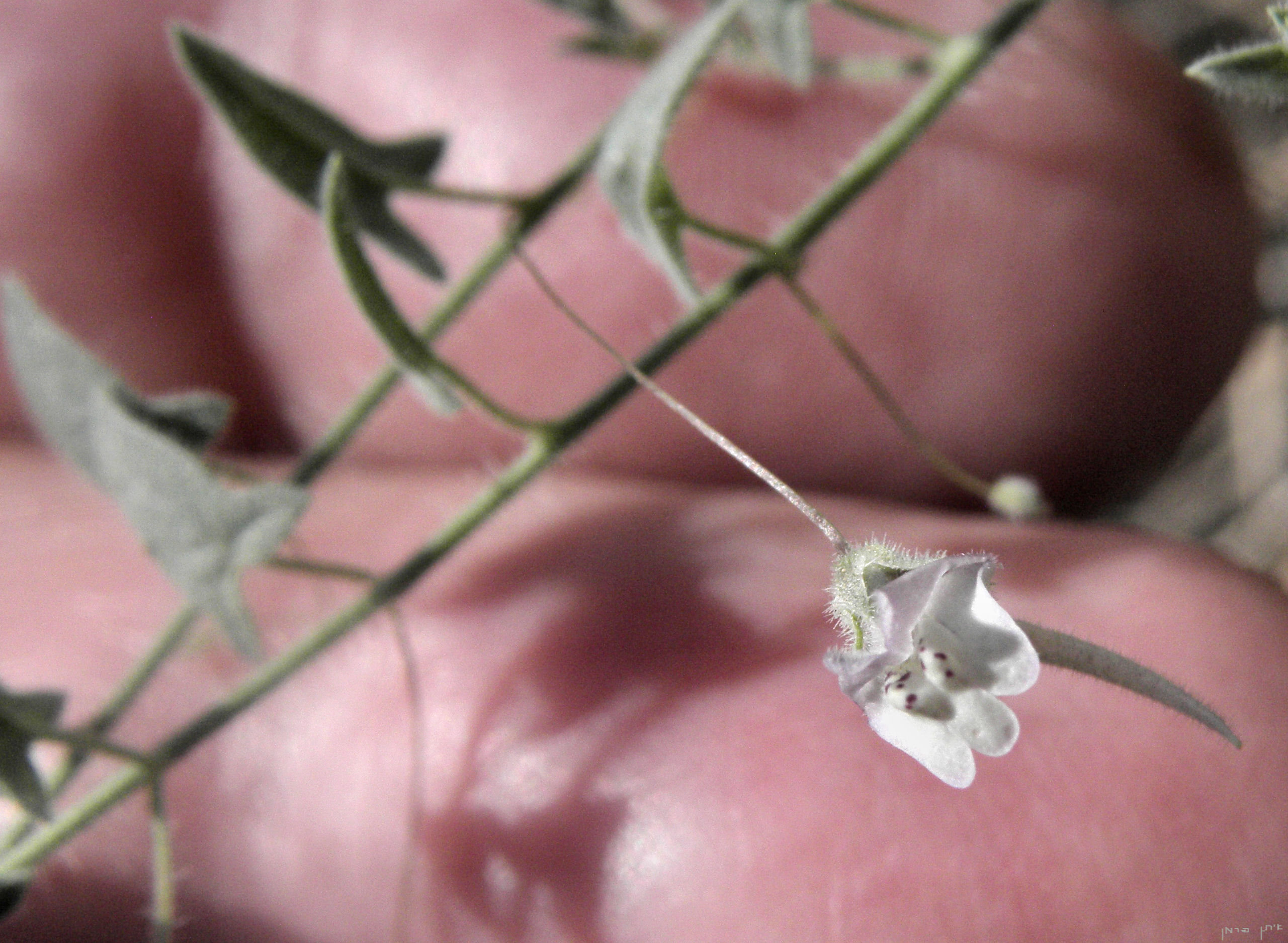